# Розпрягайте, хлопці, коні
Розпрягайте, хлопці, коні  — українська народна пісня. Пісня відома у записах фольклористів починаючи з 19-го століття. В СРСР пісня стала широко відомою після виходу 1939 року на екрани фільму «Трактористи». 

## Історія
У 20-му столітті пісню записав і обробив фольклорист, хоровий диригент Дмитро Балацький. 1935 року вона була видана на грамплатівці у виконанні Державної заслуженої хорової капели "Думка" під керівництвом Нестора Городовенка. 1935 року у виконанні Червонопрапорного ансамблю пісні і танцю Червоної армії під керівництвом  О. В. Александрова.
На думку українського фольклориста Леоніда Кауфмана народна пісня «Розпрягайте, хлопці, коні» була написана Дмитром Балацьким у 1918 році. Цю версію спростовував Андрій Кінько, доводячи, що пісня була відома в записах фольклористів ще у 19 столітті. Краєзнавець Віктор Яланський у книзі, виданій у 1999 році, «Нестор і Галина, розповідають фотокартки» наводить припущення дружини Нестора Махна Галини Кузьменко, що автором цього твору є махновець з Полтавщини Іван Негребицький. 
З часом твір зазнав перекладу для військових оркестрів РСЧА, як то «Український марш» Чернецького, та ЗСУ. У 1970-ті роки став широковідомим варіант пісні у виконанні Кубанського козачого хору з приспівом «Маруся раз, два, три калина».

## Похідні твори
З початком Першої світової війни В. О. Гіляровський написав текст «Марш Сибирского полка» (1915) на мелодію пісні «Розпрягайте, хлопці, коні». Пізніше та сама мелодія була використана в російській пісні часів громадянської війни «По долинам и по взгорьям». 

## Текст
Розпрягайте, хлопці, коні, 

Та й лягайте спочивать, 

А я піду в сад зелений

В сад криниченьку копать.

Копав, копав криниченьку

У вишневому саду.

Чи не вийде дівчинонька

Рано вранці по воду?

Вийшла, вийшла дівчинонька

В сад вишневий воду брать, 

А за нею козаченько

Веде коня напувать.

Просив, просив відерочко -

Вона йому не дала, 

Дарив, дарив їй колечко -

Вона його не взяла.

«Знаю, знаю, дівчинонько, 

Чим я тебе розгнівив: 

Що я вчора ізвечора

І з другою говорив».

«Вона ростом невеличка, 

Ще й літами молода, 

Руса коса до пояса, 

В косі стрічка голуба».